# Île-de-Batz
Île-de-Batz (en bretó Enez Vaz) és un municipi francès, situat a la regió de Bretanya, al departament de Finisterre. L'any 2006 tenia 606 habitants. És una illa situada davant el municipi costaner de Roscoff i forma part de les Illes de Ponent.

## Administració
| Període | Identitat   | Partit |
| ------- | ----------- | ------ |
| 2001-   | Guy Cabioch |        |

## Galeria d'imatges

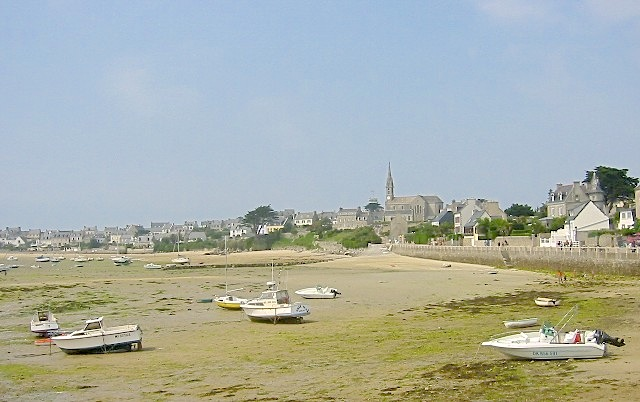
Porz Kernog
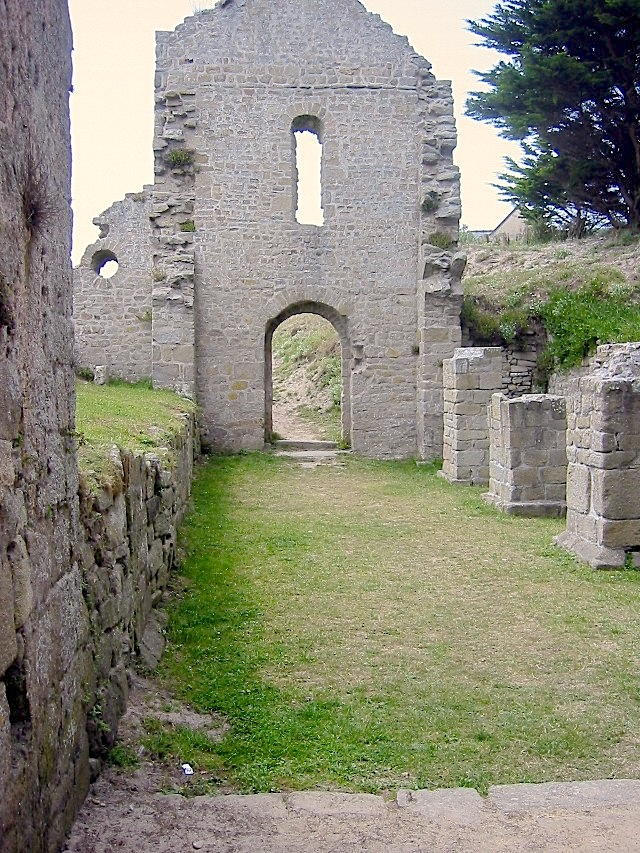
Ruïnes de l'església de Sainte-Anne
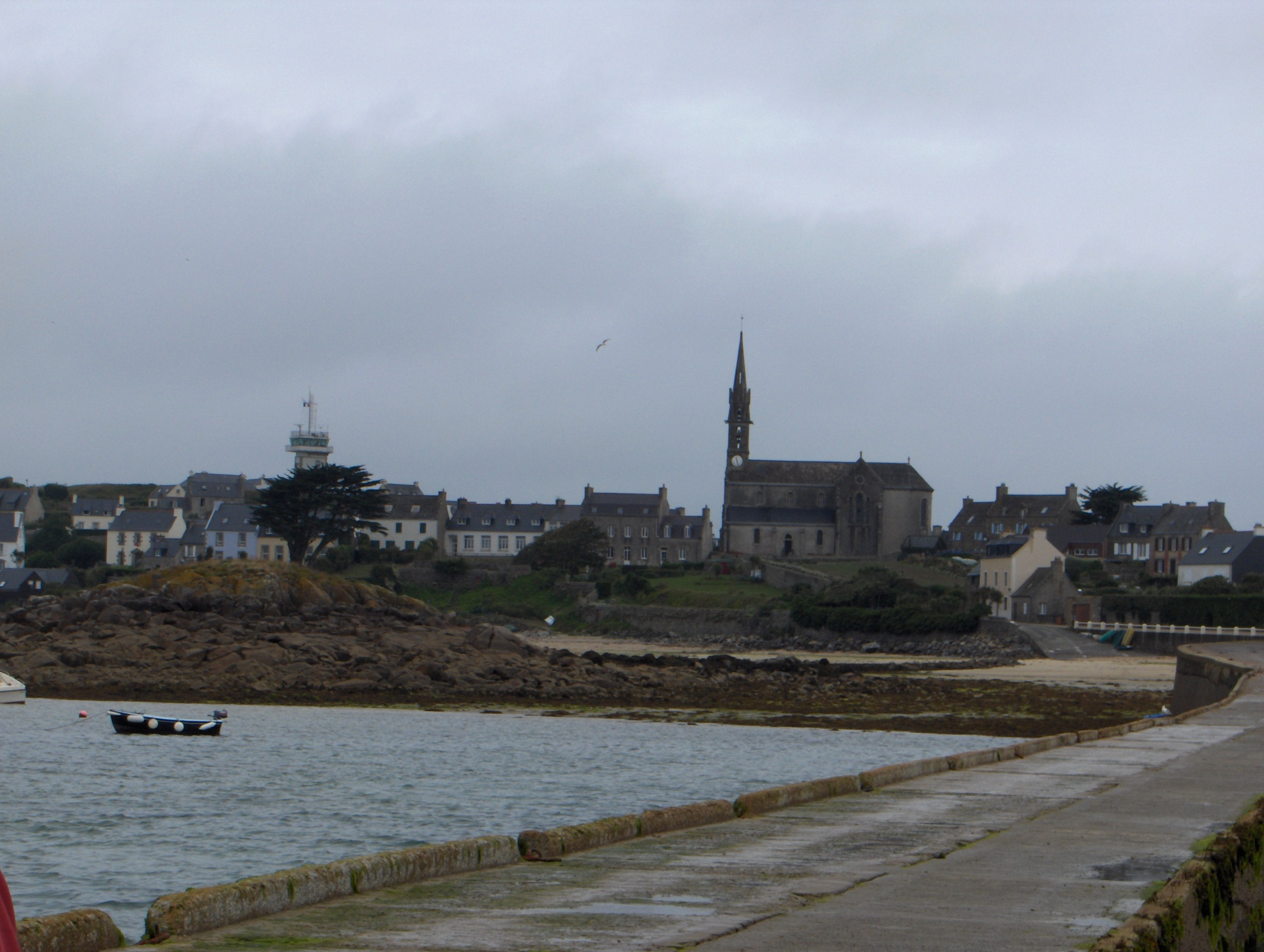
Vista del nucli poblat